# Мария Доротея Курляндская
Мария Доротея Курляндская (нем. Maria Dorothea von Kurland; 2 августа 1684, Митау, Курземе — 17 января 1743, Берлин) — принцесса Курляндская из династии Кетлеров, в замужестве маркграфиня Бранденбург-Шведтская.

## Биография
Мария Доротея — дочь герцога Фридриха Казимира и его супруги Софии Амалии Нассау-Зигенской (1650—1688), дочери графа Генриха II Нассау-Зигенского.
31 октября 1703 года в Шарлоттенбургском дворце Мария Доротея вышла замуж за маркграфа Альбрехта Фридриха Бранденбург-Шведтского, сына курфюрста Бранденбурга Фридриха Вильгельма. У супругов родились:
- Фридрих (1704—1707)
- Карл Альбрехт (1705—1762), прусский военачальник
- Анна София Шарлотта (1706—1751), замужем за герцогом Вильгельмом Генрихом Саксен-Эйзенахским (1691—1741)
- Луиза Вильгельмина (1709—1726)
- Фридрих (1710—1741), полковник прусской армии, погиб при Мольвице
- Альбертина (1712—1750), замужем за князем Виктором II Фридрихом Ангальт-Бернбургским (1700—1765)
- Фридрих Вильгельм (1715—1744)